# Tilley Nunatak
Tilley Nunatak är en nunatak i Antarktis. Den ligger i Östantarktis. Australien gör anspråk på området. Toppen på Tilley Nunatak är 95 meter över havet.
Terrängen runt Tilley Nunatak är lite kuperad. Havet är nära Tilley Nunatak norrut. Trakten är obefolkad. Det finns inga samhällen i närheten. 